# HD48953
HD48953 — хімічно пекулярна зоря спектрального класу F, що має видиму зоряну величину в смузі V приблизно  6,8.
Вона  розташована на відстані близько 326,8 світлових років від Сонця.